# Banderes dels comtats estonians
Les banderes dels 15 comtats d'Estònia són totes blanques i verdes, amb l'escut del comtat respectiu a la part blanca. Aquest disseny va ser establert el 1938.

## Banderes

Comtat de Harju
Comtat de Hiiu
Comtat d'Ida-Viru
Comtat de Järva
Comtat de Jõgeva
Comtat de Lääne
Comtat de Lääne-Viru
Comtat de Pärnu
Comtat de Põlva
Comtat de Rapla
Comtat de Saare
Comtat de Tartu
Comtat de Valga
Comtat de Viljandi
Comtat de Võru